# Академик Голицын (судно)
«Академик Голицын» — научно-исследовательское судно. Названо в честь князя Бориса Борисовича Голицына, академика Императорской Санкт-Петербургской Академии Наук (1908 г.). Принадлежит компании ООО «Газфлот» — дочернему предприятию ОАО «Газпром».
Построено в 1984 году в Финляндии, в составе серии из десяти судов, в которую вошли также:
- головное судно «Академик Шулейкин»,
- «Академик Арнольд Веймер»,
- «Академик Гамбурцев»,
- «Профессор Молчанов»,
- «Профессор Мультановский»,
- «Геолог Дмитрий Наливкин»,
- «Профессор Полшков»,
- «Профессор Хромов»,
- «Академик Шокальский».

Судно оснащено системой динамического позиционирования NAVIS 4022 и гидроакустической навигационной системой с супер короткой базой Evo Logics.

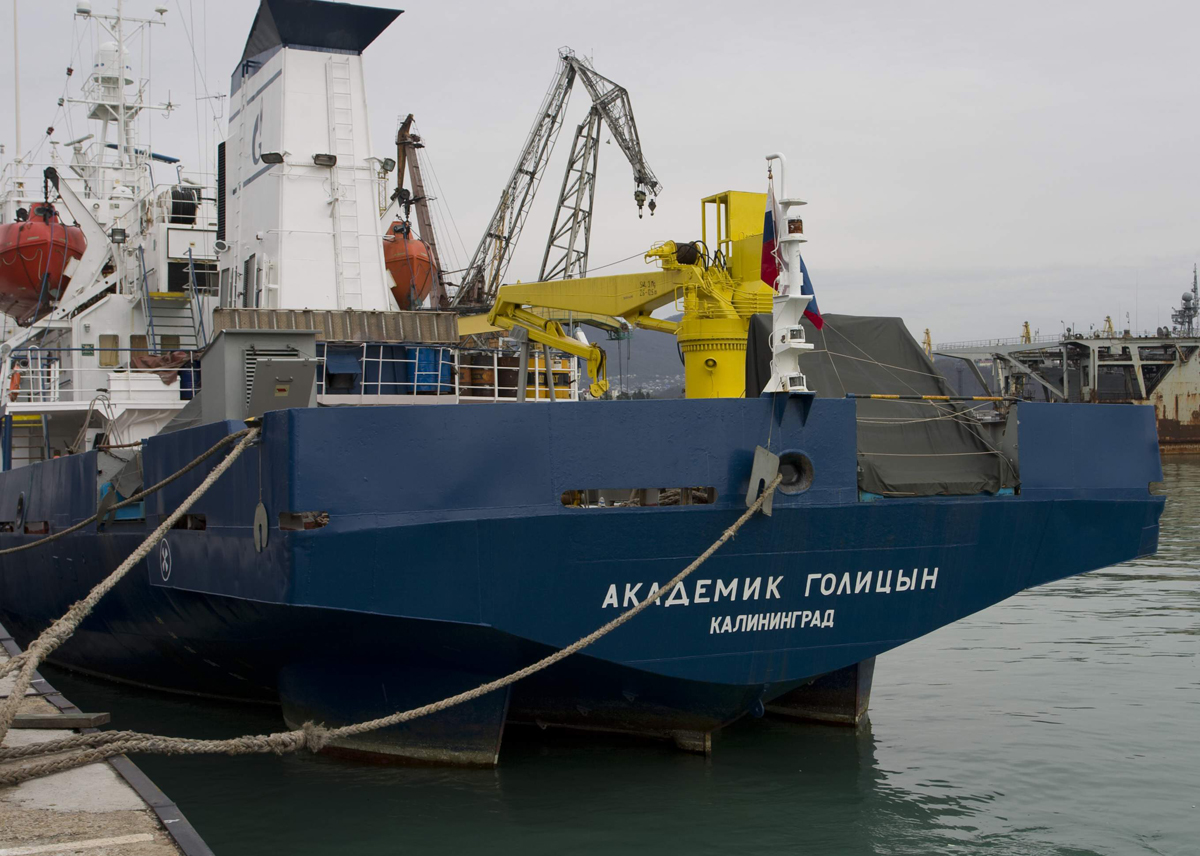
Вид на корму, видны азимутальные подруливающие устройства.

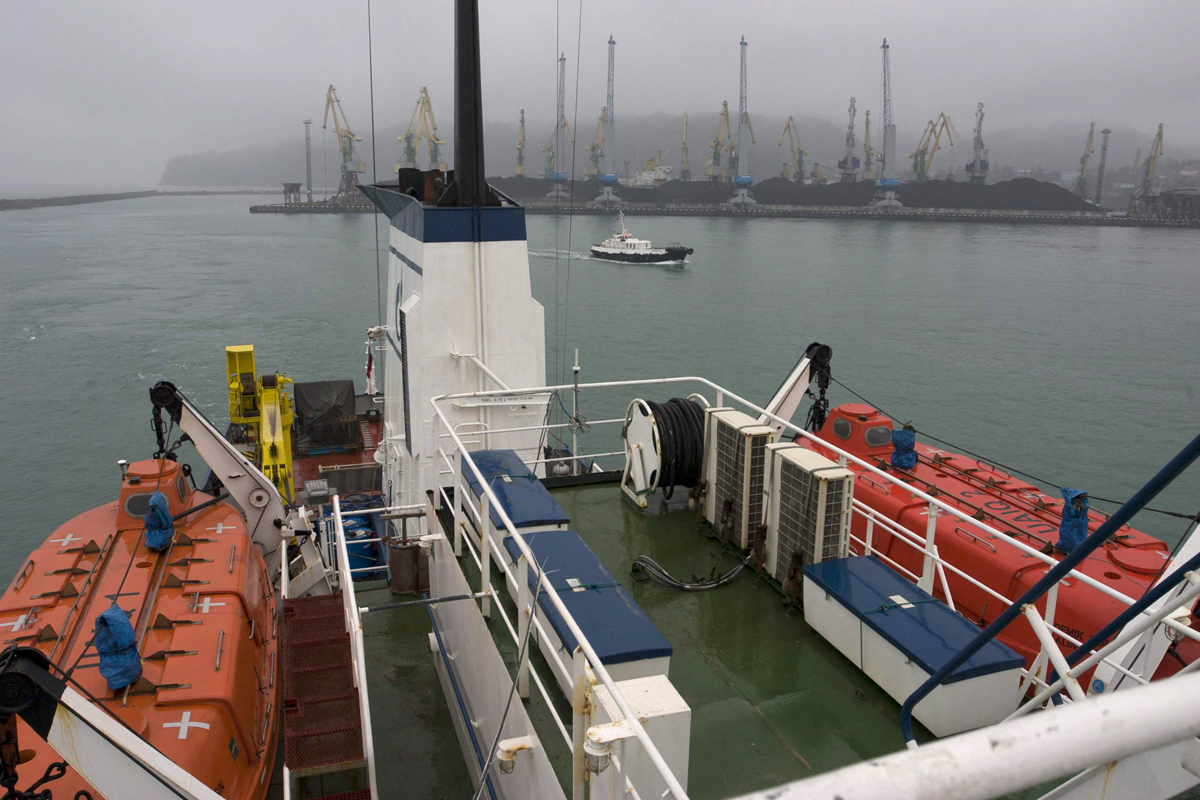
Вид на шлюпочную палубу. На фоне угольный терминал Туапсе